# Brigitte Ruckstuhl
Brigitte Ruckstuhl (* 1953) ist eine Schweizer Gesundheitswissenschaftlerin und Historikerin. Sie war Mitglied der Geschäftsleitung bei der Gesundheitsförderung Schweiz (2001–2006) und der Aids-Hilfe Schweiz (2006–2009). Seit 2009 übt sie freiberufliche Tätigkeiten aus.

## Leben

### Ausbildung
Ruckstuhl machte ab 1970 eine zweijährige Ausbildung zur Heimerzieherin in Luzern. Von 1976 bis 1978 besuchte sie die Schule für Soziale Arbeit in Zürich. Im Jahr 1985 erlangte sie die eidgenössische Matur, Typus B. Daraufhin begann sie im Jahr 1985 ein Geschichts- und Ethnologie-Studium an der Universität Zürich, was sie im Jahr 1993 mit einer Dissertation mit dem Thema «Medizin, Moral und Sexualität. Die Bekämpfung der Geschlechtskrankheiten Syphilis und Gonorrhöe in Zürich 1870–1920» beendete. Die Dissertation verfasste sie gemeinsam mit ihrer Kommilitonin Dominique Puenzieux. Darauf folgte ein Studium in Public Health (1996), das Ruckstuhl an den Universitäten Zürich, Basel und Bern im Jahr 1998 erfolgreich mit einer Diplomarbeit zu dem Thema «Qualitätsmanagement in der Gesundheitsförderung» beendete. In den Jahren 2005 und 2006 bildete sie sich durch einen Diplom-Lehrgang für Verbands- und Non-Profit-Organisation-Management an der Universität Freiburg im Üechtland weiter.

### Arbeit
Nachdem Ruckstuhl 1978 die Schule für Soziale Arbeit in Zürich beendet hatte, arbeitete sie fünf Jahre lang in einem Frauenhaus, ebenfalls in Zürich. In den Jahren 1992 bis 1995 war sie in der Aids-Informationsstelle in Winterthur aktiv. Während ihres Public-Health-Studiums arbeitete sie von 1995 bis 1999 im Institut für Sozial- und Präventivmedizin in Zürich als wissenschaftliche Mitarbeiterin. Ihre Aufgaben dort lagen in der Qualitäts- und Instrumentenentwicklung. Von 1999 bis 2000 leitete Ruckstuhl die Ausbildung an der Fachhochschule Gesundheit in Aarau mit den Bildungsgängen Pflege, Operationstechnik und Sozialpädagogik. Ab 2001 war sie Mitglied der Geschäftsleitung bei der Gesundheitsförderung Schweiz in Bern. Dort leitete sie den Bereich «Programme, Qualität und Evaluation». Von 2006 bis 2009 arbeitete sie bei der Aids-Hilfe Schweiz in Zürich. Sie war dort Mitglied der Geschäftsleitung und leitete die Abteilung «Prävention: nationale, zielgruppenspezifische Programme, Konzepte und sexuelle Gesundheit». Seit 2009 übt Ruckstuhl freiberufliche Tätigkeiten aus, die sich in den letzten Jahren vorwiegend auf historische Arbeiten zu den Themen Geschichte der Sexualität, Geschichte zur bürgerlichen Frauenbewegung und Geschichte der öffentlichen Gesundheit fokussieren.

## Publikationen (Auswahl)
Seit den frühen 1990er Jahren publizierte Ruckstuhl eine Fülle an Artikeln, wissenschaftlichen Arbeiten und Fachbüchern zum Themenbereich Public Health. Ihr Themenspektrum reicht dabei von sexuell übertragbaren Krankheiten über die Einflüsse, die der sozioökonomische Status und der Wissenstand von Personen auf ihre Gesundheit haben können, bis hin zu der Geschichte der bürgerlichen Frauenbewegung. Ebenso beschäftigt sie sich mit der Geschichte der Gesundheitsförderung und publizierte verschiedene Werke zur Qualitätsentwicklung in der Gesundheitsförderung. Eine Vielzahl ihrer Veröffentlichungen hat Ruckstuhl gemeinsam mit Elisabeth Ryther verfasst.
- Gesundheitsförderung. Entwicklungsgeschichte einer neuen Public-Health-Perspektive. 2. überarbeitete Auflage. Beltz Juventa, Weinheim 2020.
- mit Petra Kolip, Günter Ackermann, Herbert Studer: Gesundheitsförderung mit System. Qualitätsentwicklung in Projekten und Programmen der Gesundheitsförderung und Prävention. 2., vollständig überarbeitete Auflage. Hogrefe, Bern 2019.
- mit Elisabeth Ryter: Zwischen Verbot, Befreiung und Optimierung. Sexualität und Reproduktion in der Schweiz seit 1750. interact Verlag, Luzern 2018.
- mit Elisabeth Ryter: Von der Seuchenpolizei zu Public Health. Öffentliche Gesundheit in der Schweiz seit 1750. Chronos, Zürich 2017.
- mit Elisabeth Ryter: Beraten Bewegen Bewirken. Zürcher Frauenzentrale 1914–2014. Herausgegeben von der Zürcher Frauenzentrale. Chronos, Zürich 2014.
- mit Dominique Puenzieux: Medizin, Moral und Sexualität. Die Bekämpfung der Geschlechtskrankheiten Syphilis und Gonorrhöe in Zürich 1870–1920. Chronos, Zürich 1994.